# Jackson, Minnesota
Jackson är administrativ huvudort i Jackson County i delstaten Minnesota. Orten har fått sitt namn efter politikern Henry Jackson. Enligt 2010 års folkräkning hade Jackson 3 299 invånare.